# La Congolaise
La Congolaise je državna himna Republike Konga. Himna je bila sprejeta ob razglasitvi neodvisnosti leta 1959, zamenjana leta 1969 in znova sprejeta leta 1991. Besedilo je napisal Levent Kimbangui, melodijo pa je zložil Français Jacques Tondra.

## Besedilo vfrancoščini
En ce jour le soleil se lève 

Et notre Congo resplendit. 

Une longue nuit s'achève, 

Un grand bonheur a surgi. 

Chantons tous avec ivresse 

le chant de la liberté. 
Refren:

Congolais, debout fièrement partout,

Proclamons l'union de notre nation,

Oublions ce qui nous divise,

soyons plus unis que jamais,

Vivons pour notre devise:

Unité, travail, progrès!

Vivons pour notre devise:

Unité, travail, progrès!
Des forêts jusqu'à la savanne,

Des savannes jusqu'à la mer,

Un seul peuple, une seule âme,

Un seul coer, ardent et fier,

Luttons tous, tant que nous sommes,

Pour notre vieux pays noir.
Refren
Et s'il nous faut mourir, en somme

Qu'importe puisque nos enfants,

Partout, pourront dire comme

On triomphe en combattant,

Et dans le moindre village

Chantent sous nos trois couleurs
Refren